# Серафина из Санлиса
«Серафина из Санлиса» (фр. Séraphine) — кинофильм режиссёра Мартена Прово, вышедший на экраны в 2008 году. Фильм рассказывает о жизни французской художницы Серафины Луи, известной также как Серафина из Санлиса.

## Сюжет
Санлис, 1914 год. Подёнщица Серафина берется за любую работу: стирает бельё, подрабатывает в лавке, приходит убираться к состоятельным горожанам. На вырученные деньги она покупает в местном магазинчике самые простые краски, подмешивает в них кровь животных и растертые растения, а затем с упоением рисует на обычных деревянных дощечках. Однажды в доме, в котором она прибирает, появляется новый жилец — известный критик Вильгельм Уде, желающий остаться инкогнито. Поначалу он видит в Серафине лишь служанку со странностями, пока как-то раз ему не попадается на глаза одна из её картин…

## В ролях
- Иоланда Моро — Серафина Луи
- Ульрих Тукур — Вильгельм Уде
- Энн Беннент — Анна-Мария Уде
- Женевьева Мниш — мадам Дюфо
- Нико Рогнер — Гельмут
- Аделаида Леру — Минуш
- Серж Ларивьер — Дюваль

## Награды и номинации

### Награды
- 2009 — 7 премий «Сезар»: лучший фильм, актриса (Иоланда Моро), операторская работа (Лоран Брюне), оригинальный сценарий (Мартен Прово, Марк Абдельнур), музыка к фильму (Майкл Галассо), декорации (Тьерри Франсуа), костюмы (Маделен Фонтен)

### Номинации
- 2009 — 2 номинации на премию «Сезар»: лучший режиссёр (Мартен Прово) и звук
- 2009 — номинация на премию Европейской киноакадемии лучшей актрисе (Иоланда Моро)